# Batalla naval de Sant Feliu de Guíxols
La batalla naval de Sant Feliu de Guíxols fou una de les batalles de la Croada contra la Corona d'Aragó.

## Antecedents
El papa Martí IV, que havia succeït Climent IV va declarar al rei Pere el Gran privat dels seus regnes a causa de la seva intervenció a Sicília arran de les Vespres Sicilianes, i donà la investidura com a rei d'Aragó, rei de València i Comte de Barcelona el 27 d'agost de 1283 a Carles I d'Anjou, segon fill del rei Felip III de França, sent coronat el 27 de febrer de 1284 a París.
L'exèrcit croat va sortir de Perpinyà el 13 de maig en direcció als Pirineus, on es va trobar una forta resistència al Coll de Panissars, que el va fer retirar fins a Perpinyà, per finalment creuar pel Coll de la Massana, arribant a Peralada, el quarter general de Pere el Gran d'on es va retirar a Girona, deixant al càrrec de la ciutat a Ramon Folc de Cardona amb les tropes del rei, les hosts dels nobles, i 600 sarraïns del regne de València, mentre el rei i l'Infant Alfons preparaven les següents línies de defensa abans que els croats arribessin a Barcelona.
Les línies d'aprovisionament de l'exèrcit croat eren servides per via marítima entre els ports de Narbona, Aigües Mortes i Marsella, i Roses, mentre que la flota de guerra croada composta per cent galeres, dominava la costa patrullant des dels ports de Roses i Sant Feliu de Guíxols, mentre l'estol català de Ramon Marquet i Berenguer Mallol es preparava a Barcelona mentre Roger de Llúria tornava de Sicília, mentre els corsaris atacaven els vaixells de subministrament francesos.

## Desenvolupament militar
Una família de Cadaqués (els d'en Gras) va seguir els moviments de la flota francesa d'aprovisionament tot voltant el cap de Creus, informant a l'estol català de Ramon Marquet i Berenguer Mallol, sorprenent un estol francès de 25 galeres fondejat a Roses.
L'estol català va salpar de Barcelona el 27 de juliol i es va presentar davant de Sant Feliu de Guíxols on es trobaven les 24 galeres croades, que foren atacades frontalment, trencant la línia i aïllant set galeres (entre elles la capitana) que foren encerclades i escombrades pels ballesters catalans, que atacaven les seves tripùlacions armades amb espases, mentre que la resta de galeres van fugir.
| «                           | E axi los prohomens en Ramon Marquet e en Berenguer Mallol hauien daço tastat, e jugaren segons que jugar deuien galees de Cathalans. E axi les galees estauen proa per proa, e les altres deu quels eren per popa, e no podien entrells entrar per los rems qui eren affranallats, e en les proes e en les popes vaerets llances e darts trer que exien de ma dels Cathalans, qui tot quant aconseguiren passauen, e encara los ballesters jugauen, que sol treta non pecauen. E aquells de les galees den Guillem de Lodouia estauen ab la espasa o bordo en la ma, que alre no podien fer. E com ni hauia alcu qui preses llança o dart, sabien ne tant que ay tantost dauen del aristol com del ferro. E axi la batalla dura tant, que en Ramon Marquet e en Berenguer Mallol vaeren, que les cubertes de les galees de llurs enamichs eren gran res escombrades per los ballesters, quels hauian reziament nafrats; e aquells mateixos qui eren sobre cuberta, qui eren homens de vergonya, e hauien major mester ques faessen metjar que combatre. E com aço hagren vist, faeren tocar la trompeta de la llur galea; que eren senyal empres, que tantost com la trompeta den Ramon Marquet e den Berenguer Mallol tocaria, que tot hom donas rems de llonch, e que enuestissen llurs enamichs de llonch: e axis feu. E com les galees se foren mesclades, vaerets estochs de bordons e de espases, e colps de maces donar; e els ballesters en taula lexaren llurs ballestes e a mans lexensen correr sobre llurs enamichs. Queus en diria? la batalla fo molt forta e molt cruel, depuix que foren acostats; mas a la fi los Cathalans ab l'ajuda de Deus qui eren ab ells venceren, axi que totes les galees hagren: e per cert tota hora moriren de la part den Guillem de Lodouia en la batalla mes de IV milia persones, e dels Cathalans tro a cent, e no pus | » |
| — Crònica de Ramon Muntaner | |   |

## Conseqüències
L'almirall francès Guillem de Lodeva fou capturat, mentre que els supervivents, tret dels que podien valdre un rescat, foren concentrats en dues galeres que immediatament van ser enfonsades, partint els catalans amb les cinc galeres restants, aparellades amb la tripulació mínima, cap a Barcelona. De Palamós va salpar un altre estol francès per encalçar als catalans, que van abandonar les cinc galeres per guanyar velocitat i van girar cap a Mallorca, sent encalçats pels croats, que els van perdre durant la nit. Al matí del 29 de juliol l'estol va entrar a Barcelona.
Unes setmanes més tard, l'estol de Ramon Marquet i Berenguer Mallol es va reunir amb el de Roger de Llúria per guanyar la batalla naval de les Formigues.